# 21680 Richardschwartz
21680 Richardschwartz è un asteroide della fascia principale. Scoperto nel 1999, presenta un'orbita caratterizzata da un semiasse maggiore pari a 2,7628237 UA e da un'eccentricità di 0,0563443, inclinata di 5,28974° rispetto all'eclittica.